# Фрате Роза
Фра̀те Ро̀за  (на италиански: Fratte Rosa, на местен диалект le Fratte, ле Фрате) е село и община в Централна Италия, провинция Пезаро и Урбино, регион Марке. Разположено е на 419 m надморска височина. Населението на общината е 1015 души (към 2010 г.).